# Atopophysa proximifascia
Atopophysa proximifascia là một loài bướm đêm trong họ Geometridae.